# La Mer (Baignade en mer)
La Mer (Baignade en mer) is een Franse korte film uit 1895 die werd gemaakt door Louis Lumière. Op 28 december 1895 was het een van de tien films die werden vertoond tijdens de eerste commerciële filmvoorstelling ooit, die plaatsvond in het Salon indien du Grand Café.

## Verhaal
De film toont hoe enkele jongens en een vrouw herhaaldelijk vanop een pier in de Middellandse Zee springen.